# Énencourt-Léage
Énencourt-Léage est une commune française située dans le département de l'Oise en région Hauts-de-France.

## Géographie

### Description

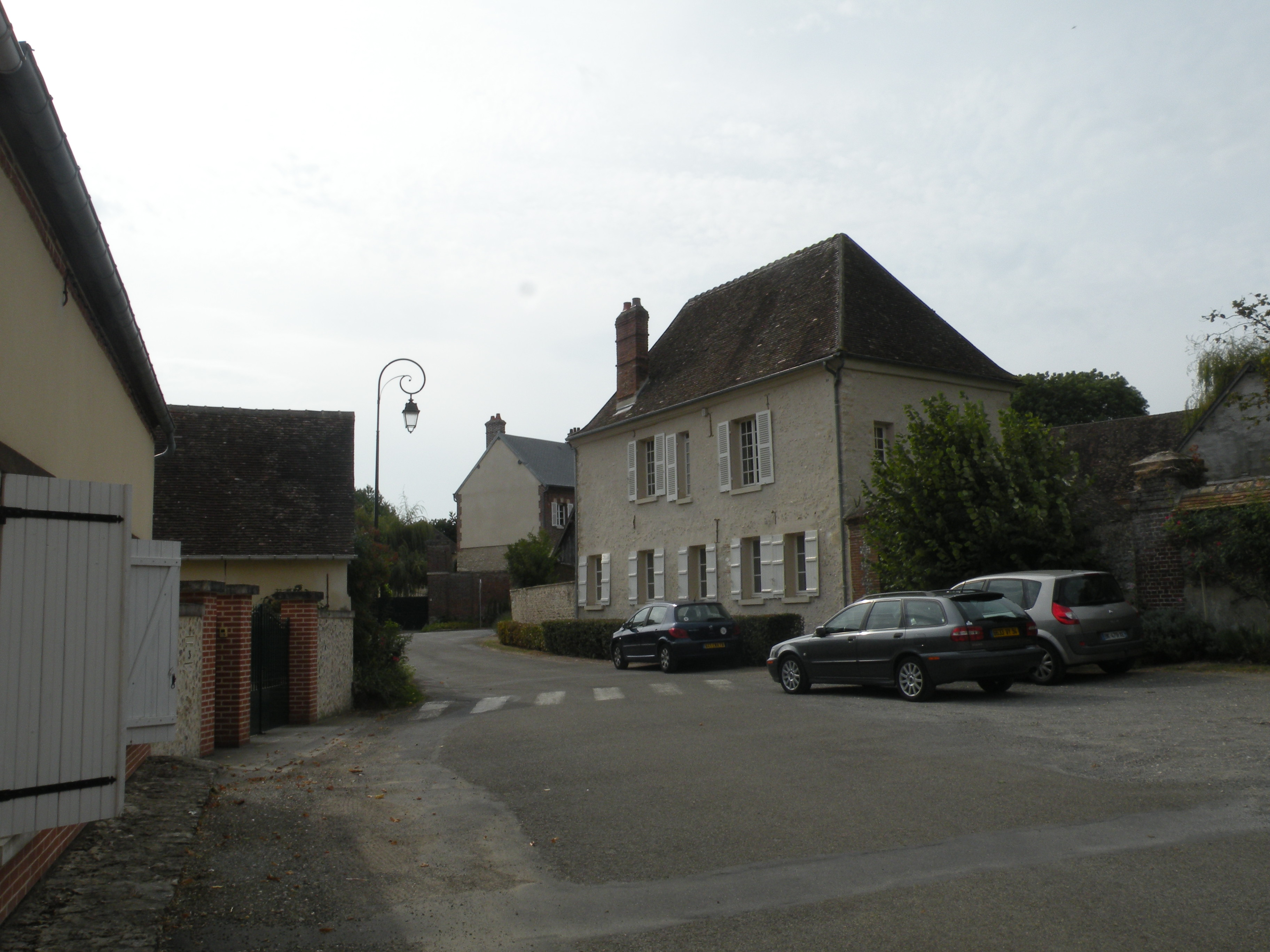
Ambiance du village : une rue.

Énencourt-Léage est un village rural du  Vexin français situé dans la vallée de l'Aunette, à 7 km au nord-est  de Gisors, à 8 km au nord-ouest de Chaumont-en-Vexin, à 22 km au sud-ouest de Beauvais et à une soixantaine de kilomètres  au sud-est de Rouen.
Le territoire communal est tangenté au sud-est par l'ancienne route nationale 181 (actuelle RD 981) qui relie Beauvais à Gisors.
Louis Graves indiquait en 1827 que le territoire communal, « généralement exposé à l'ouest, s'étend à droite et à gauche de la vallée ; il n'y a point d'eau dans la plaine ».

### Communes limitrophes
| Flavacourt       |                 | Boutencourt |
| Villers-sur-Trie | Énencourt-Léage | Jaméricourt |
| Trie-Château     | Trie-la-Ville   |             |

### Hydrographie
La commune est située dans le bassin Seine-Normandie. Elle est drainée par l'Aunette,.

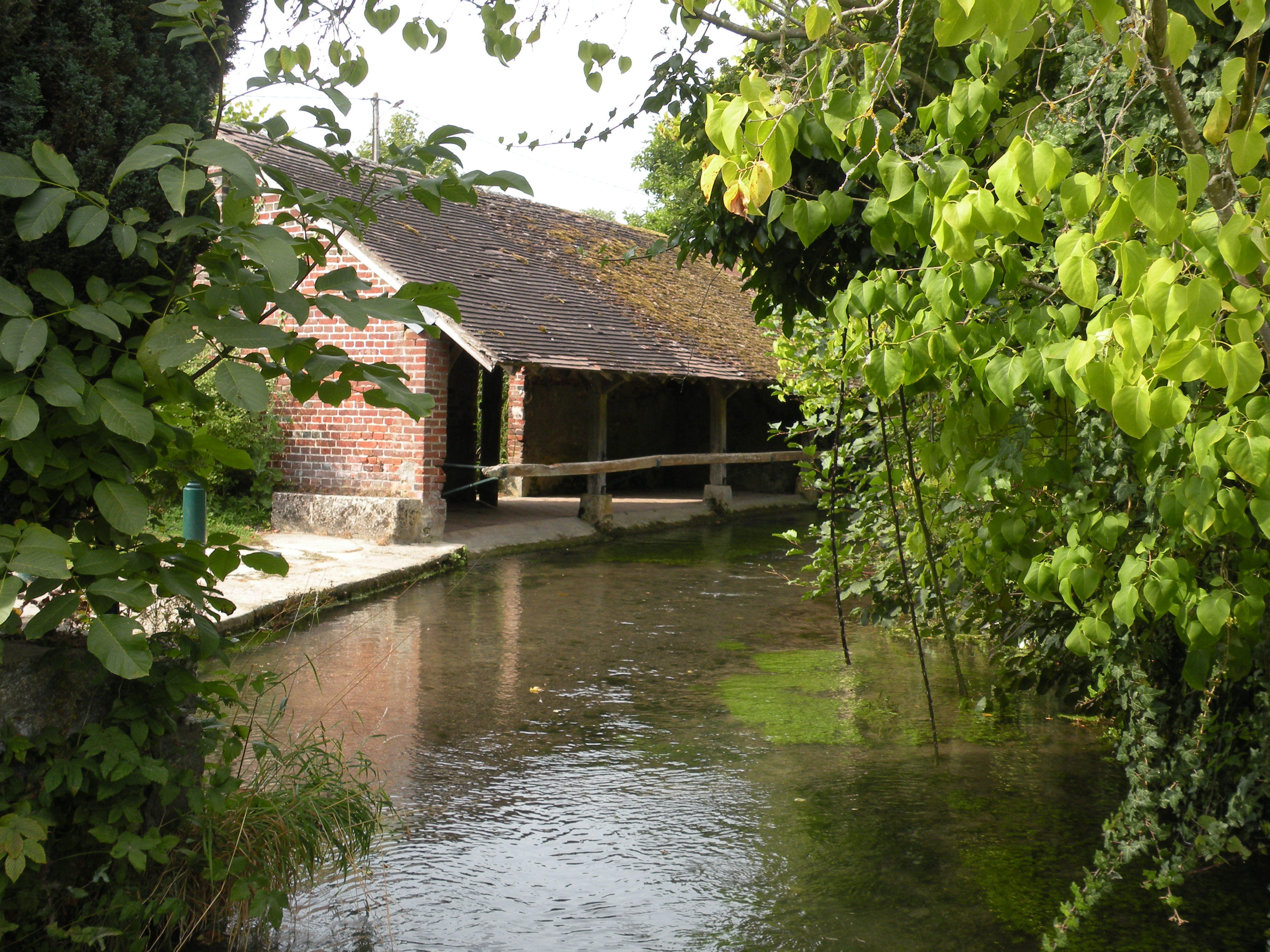
L'Aunette et le lavoir.
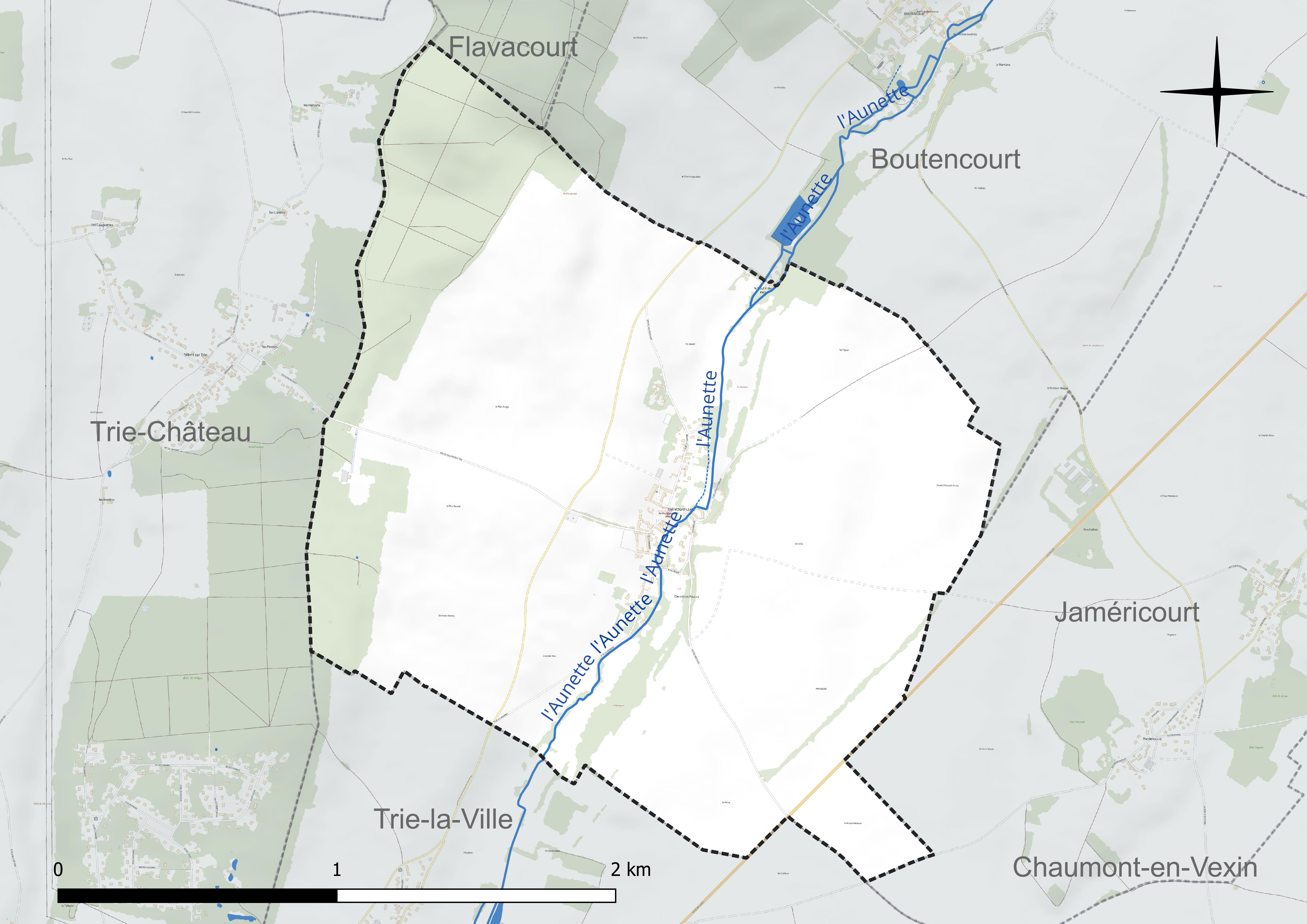
Réseau hydrographique d'Énencourt-Léage.

### Climat
Pour des articles plus généraux, voir Climat des Hauts-de-France et Climat de l'Oise.
En 2010, le climat de la commune est de type climat océanique dégradé des plaines du Centre et du Nord, selon une étude du CNRS s'appuyant sur une série de données couvrant la période 1971-2000. En 2020, Météo-France publie une typologie des climats de la France métropolitaine dans laquelle la commune est exposée à un climat océanique et est dans la région climatique Sud-ouest du bassin Parisien, caractérisée par une faible pluviométrie, notamment au printemps (120 à 150 mm) et un hiver froid (3,5 °C).
Pour la période 1971-2000, la température annuelle moyenne est de 10,6 °C, avec une amplitude thermique annuelle de 14,5 °C. Le cumul annuel moyen de précipitations est de 759 mm, avec 11,7 jours de précipitations en janvier et 8,2 jours en juillet. Pour la période 1991-2020, la température moyenne annuelle observée sur la station météorologique la plus proche, située sur la commune de Jaméricourt à 2 km à vol d'oiseau, est de 11,0 °C et le cumul annuel moyen de précipitations est de 695,7 mm,. Pour l'avenir, les paramètres climatiques de la commune estimés pour 2050 selon différents scénarios d'émission de gaz à effet de serre sont consultables sur un site dédié publié par Météo-France en novembre 2022.
| Mois                                  | jan.           | fév.            | mars          | avril         | mai           | juin            | jui.           | août           | sep.          | oct.          | nov.            | déc.             | année      |
| ------------------------------------- | -------------- | --------------- | ------------- | ------------- | ------------- | --------------- | -------------- | -------------- | ------------- | ------------- | --------------- | ---------------- | ---------- |
| Température minimale moyenne (°C)     | 1,5            | 1,4             | 3,1           | 4,5           | 7,5           | 10,3            | 12,3           | 12,4           | 10            | 7,7           | 4,4             | 2                | 6,4        |
| Température moyenne (°C)              | 4,1            | 4,6             | 7,3           | 9,8           | 13,1          | 16,2            | 18,7           | 18,5           | 15,4          | 11,7          | 7,4             | 4,6              | 11         |
| Température maximale moyenne (°C)     | 6,7            | 7,8             | 11,6          | 15,2          | 18,6          | 22,1            | 25,1           | 24,7           | 20,8          | 15,7          | 10,4            | 7,1              | 15,5       |
| Record de froid (°C) date du record   | −14,8 09.01.09 | −14,6 07.02.12  | −9,6 01.03.05 | −6 06.04.21   | −1,8 06.05.19 | −0,7 05.06.1991 | 2,6 04.07.1990 | 2,7 28.08.1998 | 0,1 30.09.18  | −4,1 28.10.03 | −8,6 24.11.1998 | −11,1 29.12.1996 | −14,8 2009 |
| Record de chaleur (°C) date du record | 15,6 27.01.03  | 19,4 24.02.1990 | 24,7 31.03.21 | 27,2 29.04.10 | 31 27.05.05   | 37,6 27.06.11   | 41,8 25.07.19  | 39,8 12.08.03  | 34,8 09.09.23 | 28,6 01.10.11 | 21,2 01.11.14   | 16,6 07.12.00    | 41,8 2019  |
| Précipitations (mm)                   | 60,5           | 49,8            | 50,7          | 49,3          | 59,1          | 54,1            | 61             | 56,4           | 47,9          | 63,1          | 64,4            | 79,4             | 695,7      |

## Urbanisme

### Typologie
Au 1er janvier 2024, Énencourt-Léage est catégorisée commune rurale à habitat dispersé, selon la nouvelle grille communale de densité à sept niveaux définie par l'Insee en 2022.
Elle est située hors unité urbaine. Par ailleurs la commune fait partie de l'aire d'attraction de Paris, dont elle est une commune de la couronne,.

### Occupation des sols
L'occupation des sols de la commune, telle qu'elle ressort de la base de données européenne d'occupation biophysique des sols Corine Land Cover (CLC), est marquée par l'importance des territoires agricoles (84,4 % en 2018), une proportion identique à celle de 1990 (84,4 %). La répartition détaillée en 2018 est la suivante : 
terres arables (73,4 %), forêts (15,6 %), zones agricoles hétérogènes (5,7 %), prairies (5,3 %). L'évolution de l'occupation des sols de la commune et de ses infrastructures peut être observée sur les différentes représentations cartographiques du territoire : la carte de Cassini (XVIIIe siècle), la carte d'état-major (1820-1866) et les cartes ou photos aériennes de l'IGN pour la période actuelle (1950 à aujourd'hui).

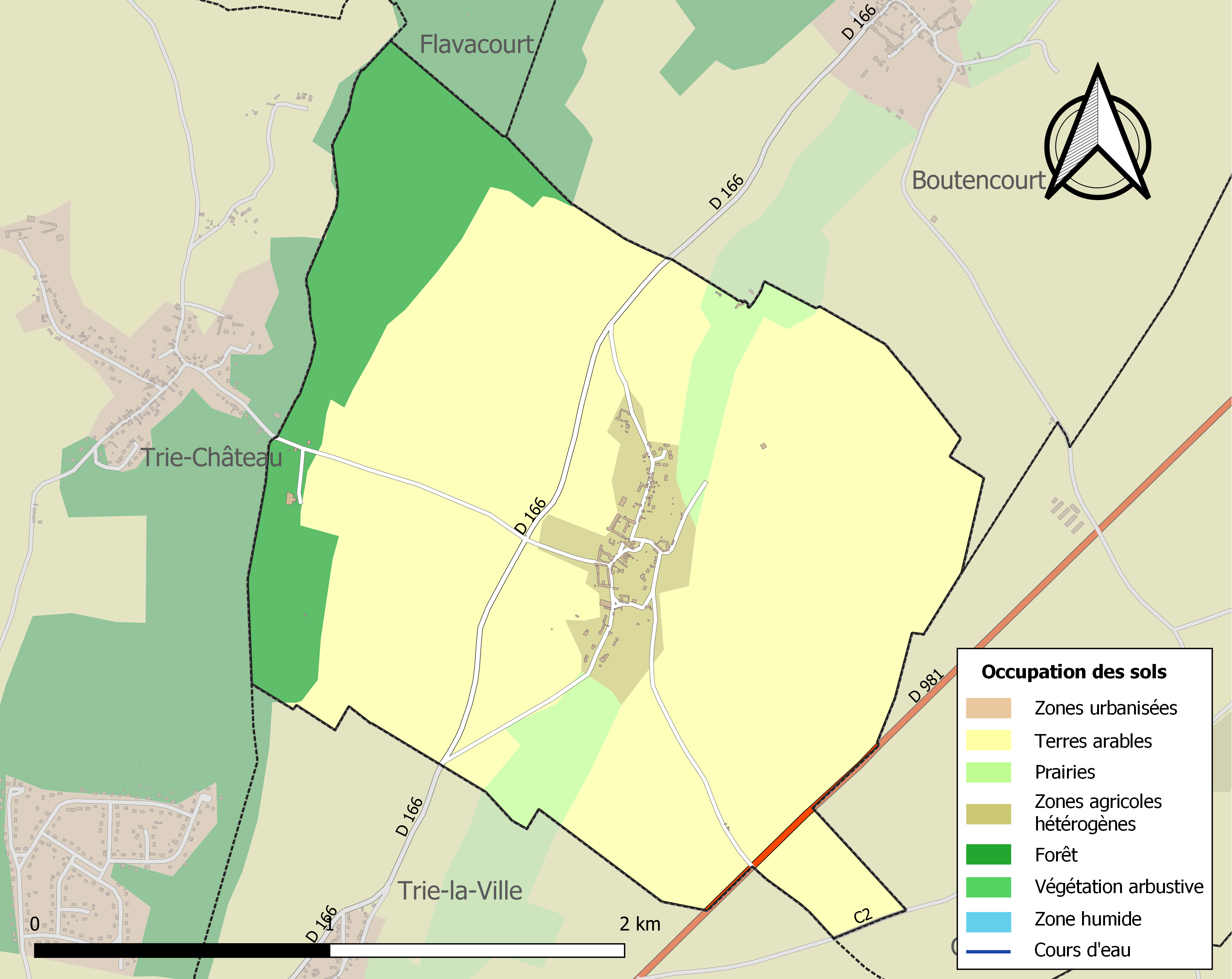
Carte des infrastructures et de l'occupation des sols de la commune en 2018 (CLC).

### Habitat et logement
En 2019, le nombre total de logements dans la commune était de 73, alors qu'il était de 70 en 2014 et de 69 en 2009.
Parmi ces logements, 69,9 % étaient des résidences principales, 21,9 % des résidences secondaires et 8,2 % des logements vacants. Ces logements étaient pour 98,6 % d'entre eux des maisons individuelles et pour 1,4 % des appartements.
Le tableau ci-dessous présente la typologie des logements à Énencourt-Léage en 2019 en comparaison avec celle de l'Oise et de la France entière. Une caractéristique marquante du parc de logements est ainsi une proportion de résidences secondaires et logements occasionnels (21,9 %) supérieure à celle du département (2,4 %) et à celle de la France entière (9,7 %). Concernant le statut d'occupation de ces logements, 92,2 % des habitants de la commune sont propriétaires de leur logement (88,2 % en 2014), contre 61,4 % pour l'Oise et 57,5 pour la France entière.
| Typologie                                               | Énencourt-Léage | Oise | France entière |
| ------------------------------------------------------- | --------------- | ---- | -------------- |
| Résidences principales (en %)                           | 69,9            | 90,4 | 82,1           |
| Résidences secondaires et logements occasionnels (en %) | 21,9            | 2,4  | 9,7            |
| Logements vacants (en %)                                | 8,2             | 7,1  | 8,2            |

### Voies de communication et transports
La commune est desservie, en 2023, par les lignes 6105, 6136 et 6145 du réseau interurbain de l'Oise.

## Toponymie
Le nom est attesté sous la forme Ernencuria aquosa en 1237 et Esnencort en 1241. Hernencourt en 1178 désignait Énencourt-le-Sec
Comme pour le village proche d'Énencourt-le-Sec, il s'agit d'un nom d'homme germanique Herinand ou Ern et du latin cōrtem « domaine » (dérivé de cohors). L'appellation médiévale signifiait donc « le domaine d'Hérinand » (ou « le domaine d'Ern »),. Ern, variante d'Arin, se rattache au vieux haut allemand aro et au gotique ara « aigle ».
L'eage (du latin aquaticum « aquatique ») devenu Léage c'est-à-dire « l'aquatique », « l'humide », le village étant situé dans la vallée de l'Aunette par opposition à Énencourt-le-Sec située sur le plateau à l'est de cette vallée.

## Histoire
Énencourt-Léage est certainement d'origine très ancienne. En effet on a retrouvé sur son territoire des pointes, de lances ou de flèches, en cuivre que les experts situent vers 2500 avant Jésus-Christ[réf. nécessaire].
Enencourt-Léage était une seigneurie qui a appartenu à la famille de Fouilleuse, puis à Anne-Geneviève de Bourbon-Condé, duchesse de Longueville, et ensuite par aux princes de Conti jusqu'en 1781, date où ils l'ont vendu
La commune de Villers-sur-Trie, instituée par la Révolution française, est fugacement rattachée à Énencourt-Léage de 1825 à 1832.
En 1827, on trouvait dans la commune « une filature de coton, une chamoiserie, deux moulins, une briqueterie et un four à chaux » et on y fabriquait des dentelles noires pour les manufactures de Chantilly. En 1859, on notait deux moulins sur l'Aunette, dont l'un à l'extrémité est du territoire, une chamoiserie, deux briqueteries, un four à chaux, et une ancienne filature alors inutilisée.

## Politique et administration

### Rattachements administratifs et électoraux

#### Rattachements administratifs
La commune se trouve  dans l'arrondissement de Beauvais du département de l'Oise.
Elle faisait partie depuis 1802 du canton de Chaumont-en-Vexin. Dans le cadre du redécoupage cantonal de 2014 en France, cette circonscription administrative territoriale a disparu, et le canton n'est plus qu'une circonscription électorale.

#### Rattachements électoraux
Pour les élections départementales, la commune est membre depuis 2014 d'un nouveau  canton de Chaumont-en-Vexin
Pour l'élection des députés, elle fait partie de la deuxième circonscription de l'Oise.

### Intercommunalité
Énencourt-Léage est membre de la communauté de communes du Vexin-Thelle, un établissement public de coopération intercommunale (EPCI) à fiscalité propre créé en 2000 et auquel la commune a transféré un certain nombre de ses compétences, dans les conditions déterminées par le code général des collectivités territoriales.

### Liste des maires
| Période                                  | Période                       | Identité         | Étiquette | Qualité                                                                |
| ---------------------------------------- | ----------------------------- | ---------------- | --------- | ---------------------------------------------------------------------- |
| Les données manquantes sont à compléter. |                               |                  |           |                                                                        |
| juin 1995                                | mars 2008                     | Jean-Luc Boudoux |           |                                                                        |
| mars 2008                                | En cours (au 2 décembre 2021) | Francis David    |           | Conseiller d'orientation - psychologue Réélu pour le mandat 2020-2026, |

## Population et société

### Démographie

#### Évolution démographique
L'évolution du nombre d'habitants est connue à travers les recensements de la population effectués dans la commune depuis 1793. Pour les communes de moins de 10 000 habitants, une enquête de recensement portant sur toute la population est réalisée tous les cinq ans, les populations de référence des années intermédiaires étant quant à elles estimées par interpolation ou extrapolation. Pour la commune, le premier recensement exhaustif entrant dans le cadre du nouveau dispositif a été réalisé en 2004.

En 2022, la commune comptait 116 habitants, en évolution de −18,31 % par rapport à 2016 (Oise : +0,87 %, France hors Mayotte : +2,11 %).
| 1793 | 1800 | 1806 | 1821 | 1831 | 1836 | 1841 | 1846 | 1851 |
| ---- | ---- | ---- | ---- | ---- | ---- | ---- | ---- | ---- |
| 120  | 128  | 142  | 110  | 496  | 180  | 173  | 201  | 186  |

| 1856 | 1861 | 1866 | 1872 | 1876 | 1881 | 1886 | 1891 | 1896 |
| ---- | ---- | ---- | ---- | ---- | ---- | ---- | ---- | ---- |
| 162  | 140  | 162  | 137  | 150  | 148  | 162  | 175  | 190  |

| 1901 | 1906 | 1911 | 1921 | 1926 | 1931 | 1936 | 1946 | 1954 |
| ---- | ---- | ---- | ---- | ---- | ---- | ---- | ---- | ---- |
| 175  | 175  | 174  | 164  | 151  | 129  | 100  | 110  | 128  |

| 1962 | 1968 | 1975 | 1982 | 1990 | 1999 | 2004 | 2006 | 2009 |
| ---- | ---- | ---- | ---- | ---- | ---- | ---- | ---- | ---- |
| 91   | 60   | 42   | 77   | 120  | 115  | 120  | 115  | 121  |

| 2014 | 2019 | 2022 | - | - | - | - | - | - |
| ---- | ---- | ---- | - | - | - | - | - | - |
| 139  | 124  | 116  | - | - | - | - | - | - |

Le pic de 1831 correspond à la période où Villers-sur-Trie et Énencourt-Léage étaient fuionnées.

#### Pyramide des âges
En 2018, le taux de personnes d'un âge inférieur à 30 ans s'élève à 30,7 %, soit en dessous de la moyenne départementale (37,3 %). À l'inverse, le taux de personnes d'âge supérieur à 60 ans est de 29,0 % la même année, alors qu'il est de 22,8 % au niveau départemental.
En 2018, la commune comptait 62 hommes pour 68 femmes, soit un taux de 52,31 % de femmes, légèrement supérieur au taux départemental (51,11 %).
Les pyramides des âges de la commune et du département s'établissent comme suit.
| Hommes | Classe d’âge | Femmes |
| ------ | ------------ | ------ |
| 0,0    | 90 ou +      | 1,5    |
| 5,1    | 75-89 ans    | 3,1    |
| 23,7   | 60-74 ans    | 24,6   |
| 28,8   | 45-59 ans    | 30,8   |
| 8,5    | 30-44 ans    | 12,3   |
| 23,7   | 15-29 ans    | 18,5   |
| 10,2   | 0-14 ans     | 9,2    |

| Hommes | Classe d’âge | Femmes |
| ------ | ------------ | ------ |
| 0,5    | 90 ou +      | 1,4    |
| 5,5    | 75-89 ans    | 7,6    |
| 15,6   | 60-74 ans    | 16,3   |
| 20,8   | 45-59 ans    | 20     |
| 19,4   | 30-44 ans    | 19,4   |
| 17,6   | 15-29 ans    | 16,2   |
| 20,6   | 0-14 ans     | 19,1   |

## Culture locale et patrimoine

### Lieux et monuments

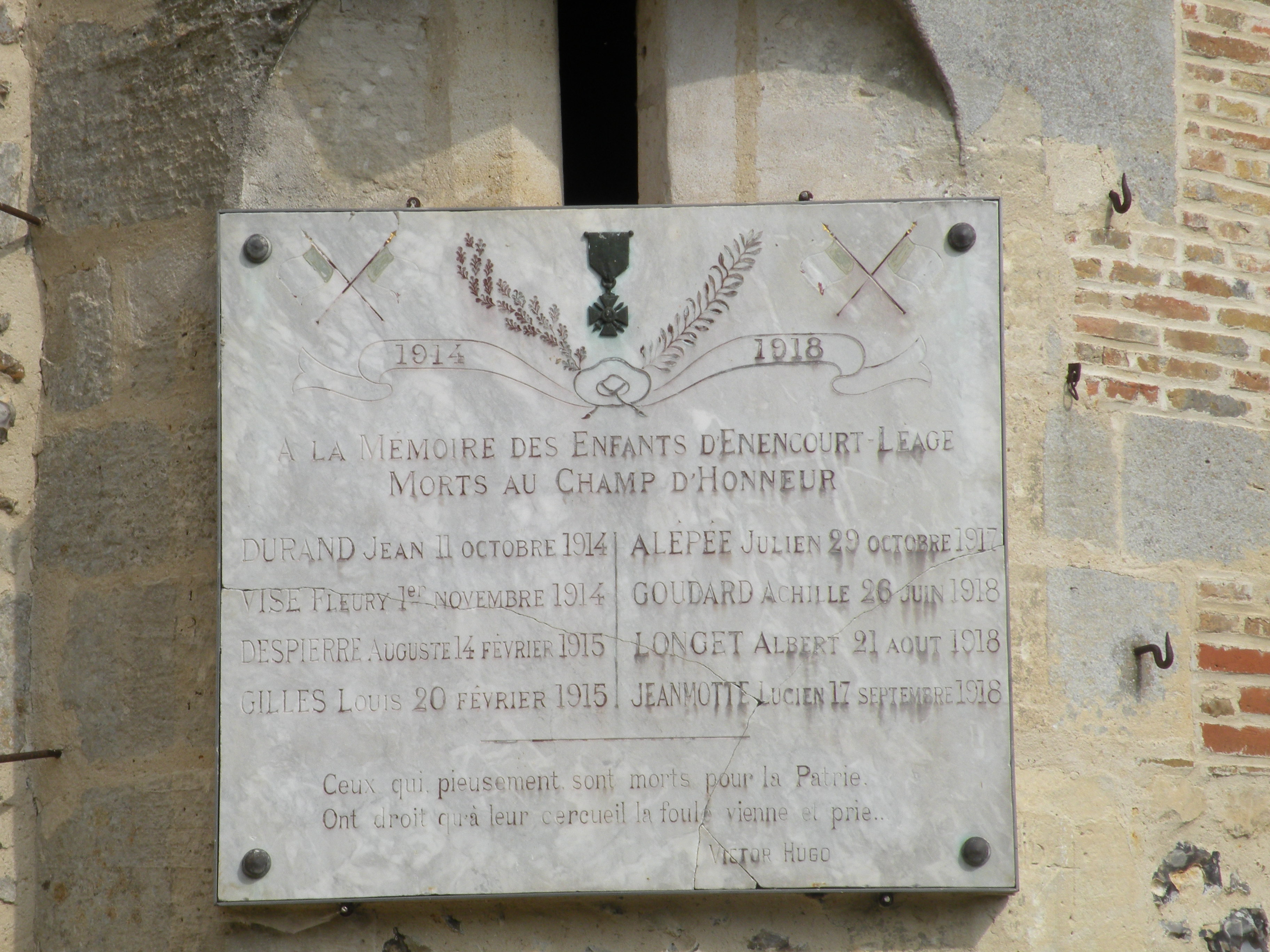
Le monument aux morts.

Énencourt-Léage compte deux monuments historiques sur son territoire :
- Église Saint-Martin (inscrite monument historique en 2004[24]) : Elle date essentiellement du XVIIe siècle mais a conservé quelques éléments de l'ancienne église du XIe siècle.
Une rue passe sous le chœur, dans un passage voûté.
Le mobilier de l'église est exceptionnel, avec ses fonts baptismaux du XVIIe siècle, de nombreuses statues datant du XVIe au XVIIIe siècle, lutrin, bancs, confessionnal, chaire et lambris du XVIIIe siècle et notamment le maître autel dont le  retable date environ de 1770 couronné de palmes, comporte une représentation en bas-relief des Saintes Femmes arrivant au tombeau[25].

.
- Ferme (inscrite monument historique en 2004[26]) : Elle comporte des parties des XVIIe et XVIIIe siècles.

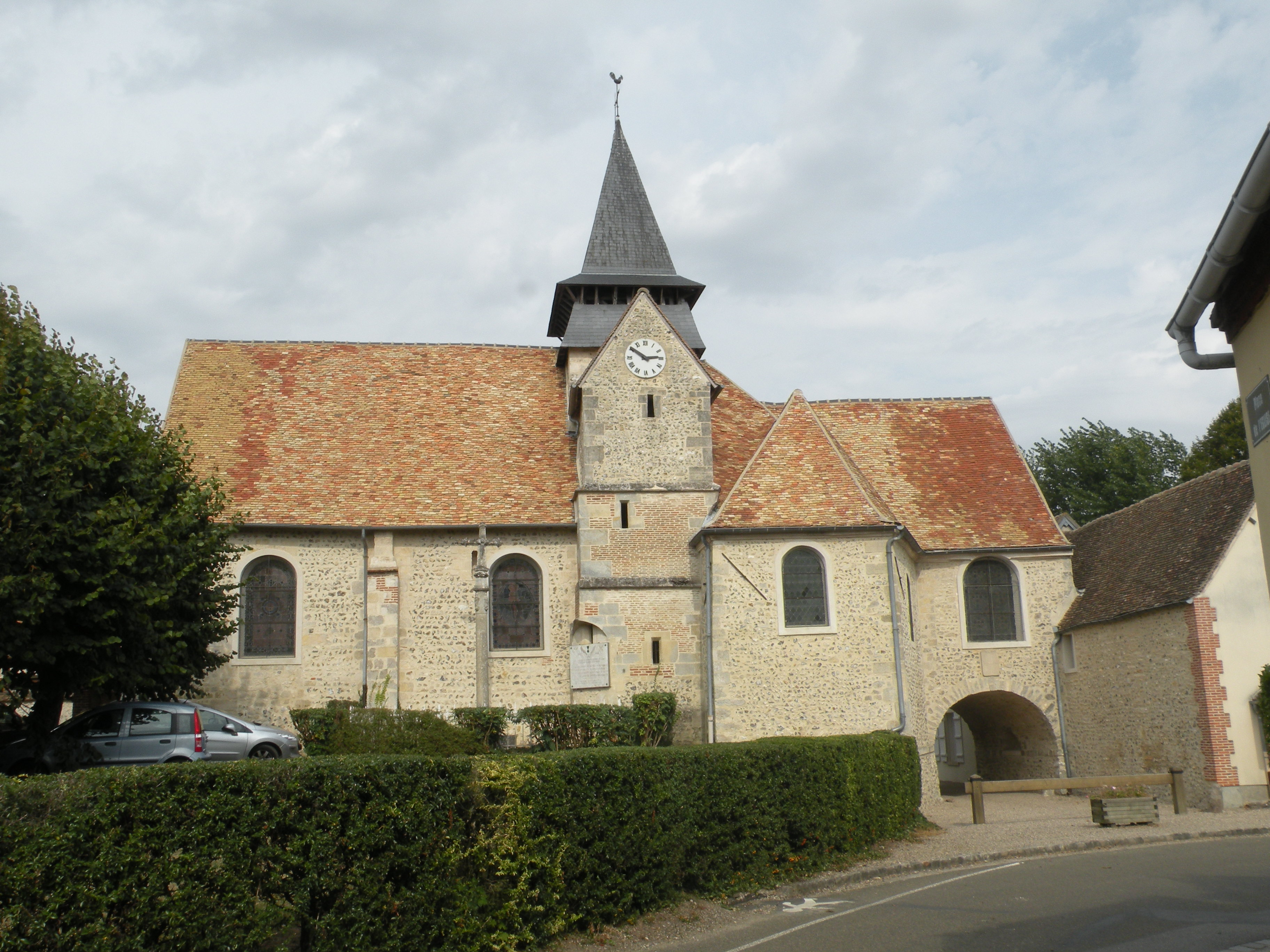
Église Saint-Martin
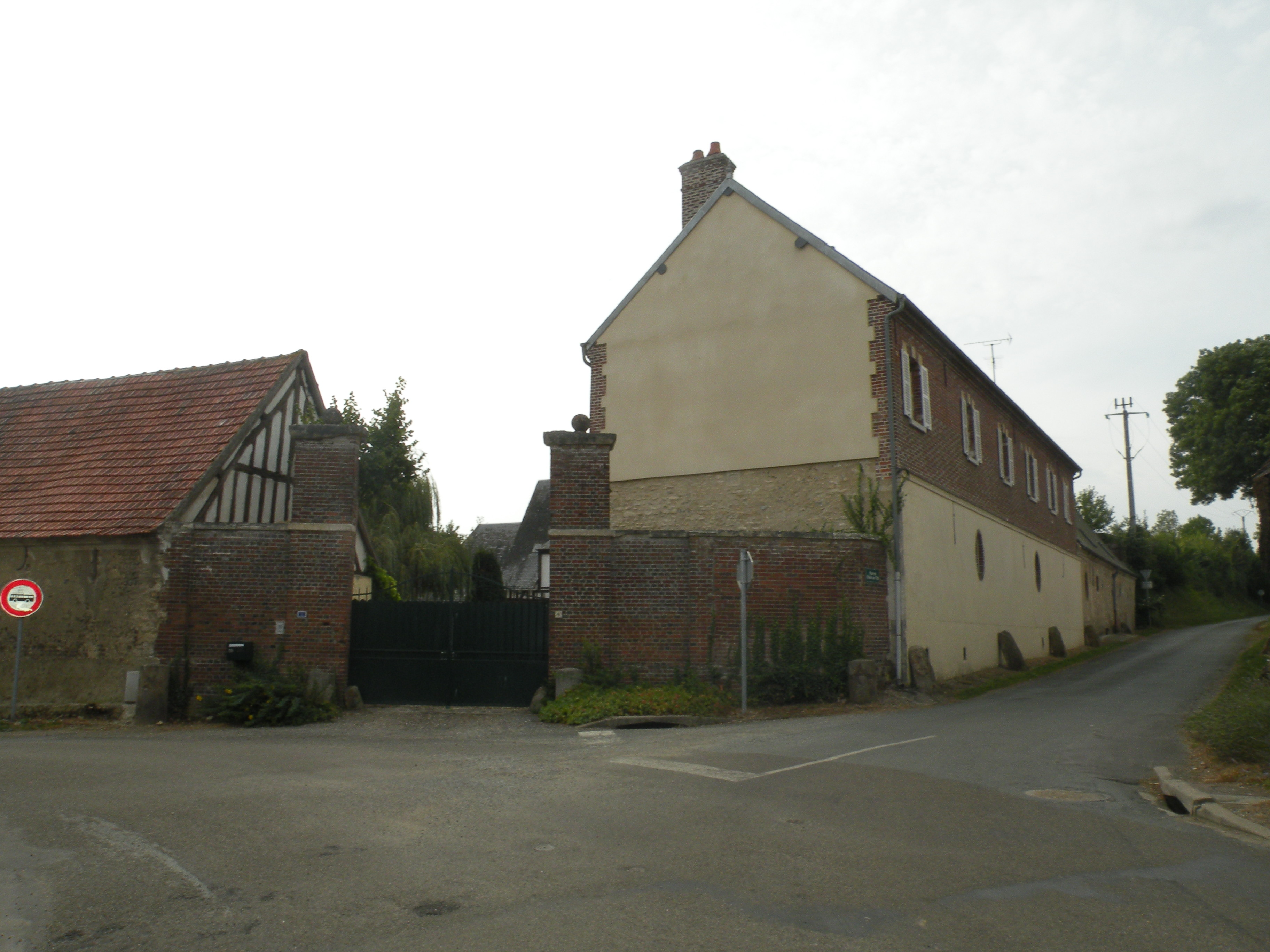
Ferme inscrite MH.

On peut également signaler :
- Lavoir couvert sur l'Aunette.
- Monument aux morts

### Personnalités liées à la commune
- Jean Patou (1887-1936), couturier et fabricant de parfums français, dont le père y dirigeait une chamoiserie.

### Héraldique
| Blason de Énencourt-Léage | Blason  | D'azur à la bande ondée d'argent, chargée de trois quintefeuilles de gueules, accompagnée de deux fleurs de lis d'or. |
| Blason de Énencourt-Léage | Détails | Le statut officiel du blason reste à déterminer.                                                                      |